# Едвард Келлі
Едвард Келлі (англ. Edward Kelley, 11 серпня 1555, Вустер — 1 листопада 1597, Богемія) — англійський алхімік, авантюрист і містик кінця XVI століття.

## Життєпис. Англійський період

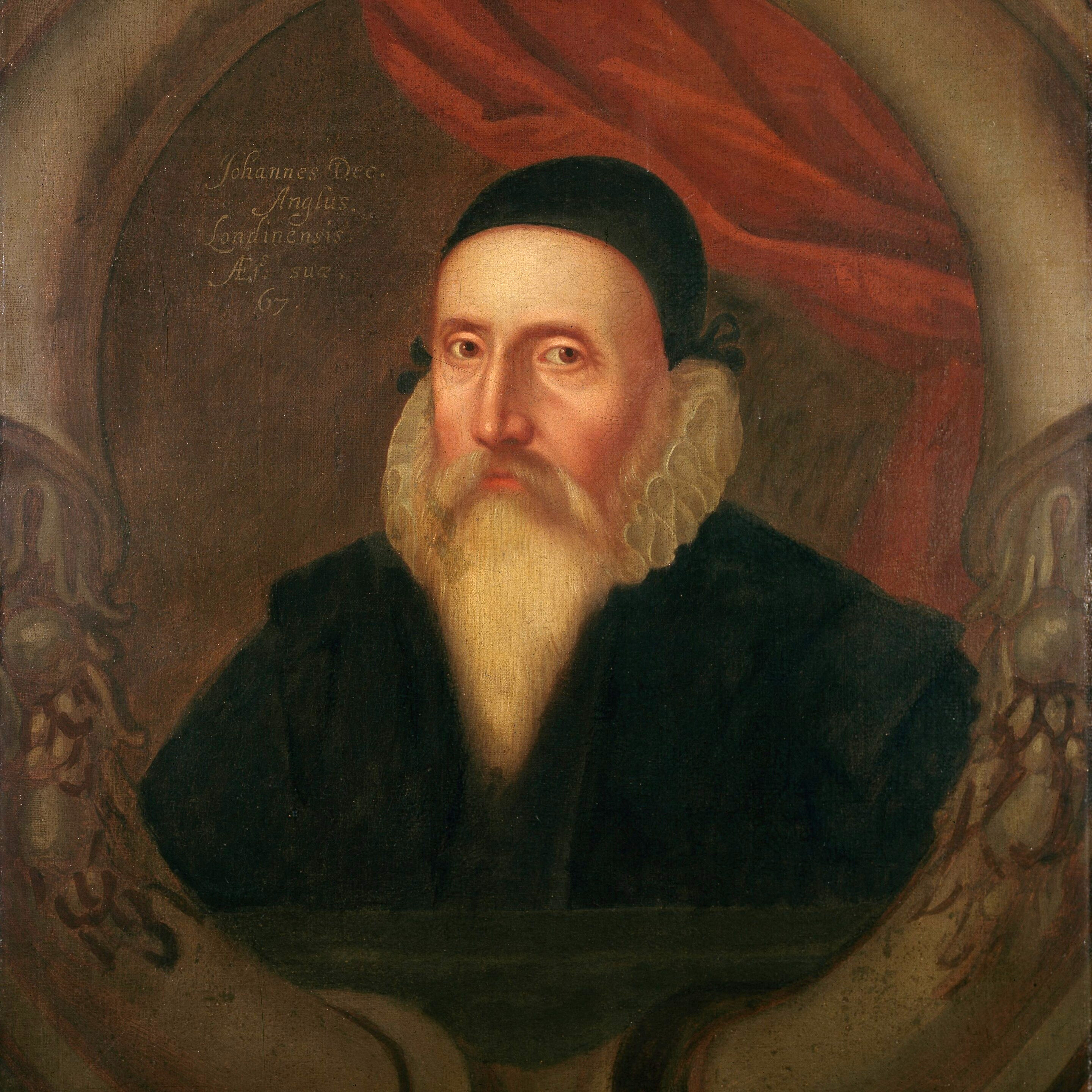
Математик і містик Джон Ді

Недовге життя, таємниця смерті породили низку легенд щодо фігури Едварда Келлі, про якого знала англійська королева і який був на службі у імператора Рудольфа II. Про ранні роки життя Келлі відомі мало, а його день і рік народження встановили, коли знайшли гороскоп Едварда, який створив його прибічник і математик Джон Ді. З нього дізнались, що Едвард народився у Вустері 11 серпня 1555 року. В молоді роки опановував фармакологію і ботаніку, бо навчався у аптекаря, знав латину і, можливо, грецьку мову. За припущеннями, міг навчатися в університеті Оксфорда під псевдонімом Талбот. Є відомості, що Едварда Келлі покарали і прикували в Ланкастері до ганебного стовпа і відрізали вухо, чи за підлог, чи то за виготовлення фальшивих грошей. І аптекарська (алхімічна) справа, і виготовлення фальшивок пов'язані з долею утаємничених знань.
1582 року Едвард Келлі (під ім'ям Талбота) познайомився з математиком і містиком Джоном Ді. Той і сам намагався контактувати з янголами з допомогою кришталевої кулі, але невдало. Авантюрний Едвард Келлі продемонстрував свої вміння контактувати з янголами з допомогою скаєра (кришталевої кулі), і вони стали потрібні один одному. На сім майбутніх років (1582—1589) вони не розлучатимуться, а Джон візьме Келлі на службу. Через рік Келлі відкрив, що має препарат, знайдений на руїнах абатства Гластонбері, який утворює «червону тинктуру» і перетворює прості речі на золото. Джон Ді, жадібний до таємних знань, повірив, але роками вів щоденник, куди багато чого ретельно заносив.

## Мандри. Осідок в Богемії
Джон Ді та Едвард Келлі познайомилися 1583 року з польським дворянином Яном Ласкі молодшим, який активно цікавився алхімією. Разом з родинами та Яном Ласкі обидва відбули на континент. Джон Ді мав наміри прислужитися або польському королю Стефану Баторію, або австрійському імператорові Рудольфу ІІ. Мандри по Європі скінчилися, коли обидва перейшли на службу до австрійсько-богемського магната Віллема Рожмберка. Спіритичні сеанси продовжились, але Джон Ді мав більшу схильність до алхімії і отримання золота. Альянс з Едвардом Келлі луснув після обміну дружинами, який вимагали янголи під час чергового спіритичного сеансу. Подільники розлучилися і 1588 року Джон Ді повернувся на батьківщину. Шлях туди для авантюрного і вже раз покараного Едварда Келлі був зачинений.

## На службі в імператора Рудольфа II

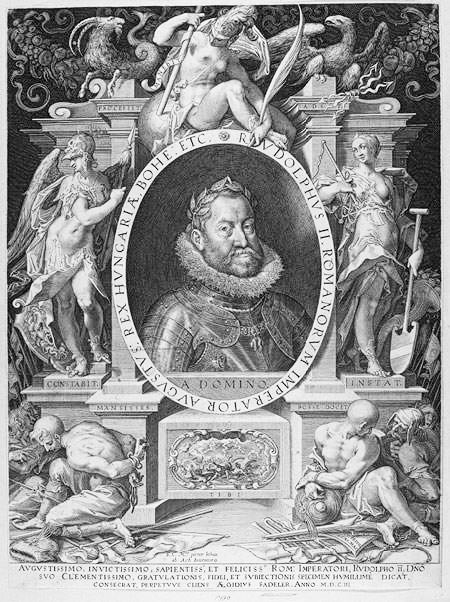
Імператор Рудольф Іі.

Обіцянки майбутнього багатства і якісь послуги Рожмберку збагатили Едварда Келлі, який отримав від покровителя майно і грошові суми. Він переконав нове оточення в здатності перетворювати прості метали на золото. Особою Келлі зацікавився сам імператор.
Бажання мати у власній колекції дійсно рідкісні речі переважувало обережність і критичність імператора. Цим користувалась ціла низка шарлатанів, авантюристів, психопатів і навіть божевільних, якими рясніла доба Контрреформації. Дивацтво поведінки та дивацтво ремесел однаково приваблювали Рудольфа II. Як і більшість володарів кінця 16 століття, він заохочував пошуки алхіміків для отримання золота з простих речей. На цьому та на якомусь знанні таємничих знань наполягав і авантюрист-англієць. Іспити Едвард Келлі як алхімік був вимушений пройти, але авантюрист запобіжно і таємно проніс в кімнату маленький шматочок золота, який і продемонстрував імператорові після ворожінь з вогнем і колбами. Імператор таки прийняв його на власну службу. Мав з собою авантюрний Едвард Келлі ще одну родзинку, аби зачепити імператора — відомий зараз як таємничий рукопис Войнича, створений на пергаменті, прочитати текст якої нікому не вдалося досі.
Але нових шматків золота не з'явилося. Едвард Келлі пояснював це несприятливим збігом зірок і необхідністю чекати сприятливих умов. Імператор дарував тому титул барона і чекав, поки не увірвався терпець. Алхіміка арештували в травні 1591 року і заховали в замку Кршивоклат, аби не втік чи не був перехоплений конкурентами. Через три роки ув'язнення Едвард Келлі погодився на вимоги імператора відновити експерименти й того повернули на службу. Але успіхів знову не було й авантюриста наново арештували та заховали в замку Хневін.

## Смерть
Вважають, що він помер під час спроби втекти з замку, упав з висоти, зламав ногу тощо. У віці 42 роки чергового авантюриста — не стало.

## Таємні знання і гра в таємниці
Таємні, приховані знання з'явились давно і допомагали виживати або охороняти та зміцнювати власну владу. Останнім широко користувались вже жерці Стародавнього Єгипту.
Нова хвиля таємничих знань і спроб їх приховування прийшлася на італійську добу Відродження (15-16 століття). Ще 1330-м роком датують перший словник таємних кодів папи римського. Використовували й так званий код або шифр Цезаря, коли звичний ряд абетки зсували на чотири літери уперед і літерою «А» ставала літера «Г». Але шифр Цезаря був простий і тому малонадійний. Наприкінці 16 століття вже використовували квадрат шифрів, що значно підвищило утаємниченість тексту.
Але окрім дійсного приховування знань розквітла гра в таємничість, особливо в ренесансній Англії. Аристократи бавились наукою та літературою, а при бажанні приховати авторство — грали в таємничість та ховались за псевдонімами. Якщо голова англійської шпигунської мережі  Френсіс Волсінгем до шифрів звертався з міркувань збереження державних таємниць, псевдонім Шекспір надійно приховав для непосвячених таємницю автора уславлених сонетів і п'єс на декілька століть.

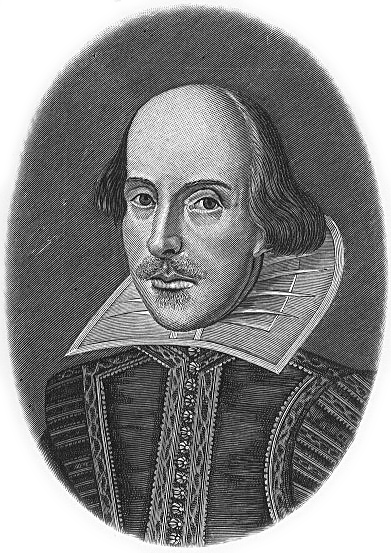
Шекспір
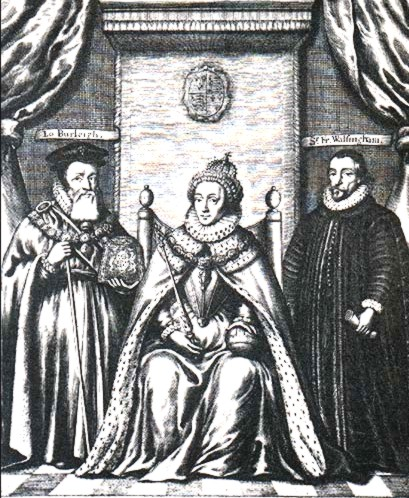
Королева Єлизавета І,Вільям Сесіл, 1-й барон Берлі (ліворуч) та Френсіс Волсінгем ( праворуч ).
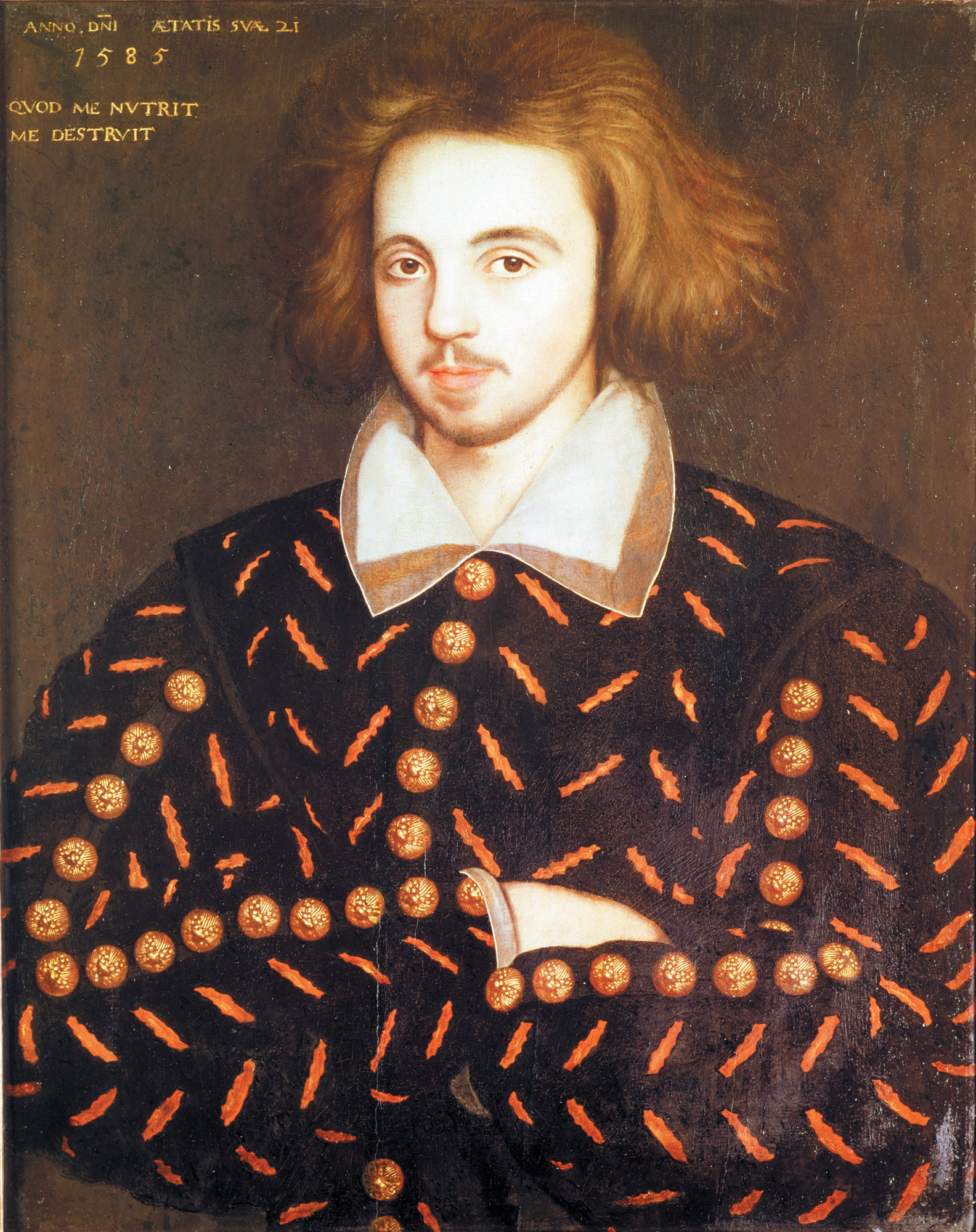
Крістофер Марло

Якесь відношення до утаємничених знань мав і аптекар і алхімік Едвард Келлі, що опановував в молоді роки фармацію. Якщо його покарали за виготовлення фальшивих грошей, прикували до ганебного стовпа і відрізали вухо, то він таки намагався ті знання або здобути, або використати.
Легенда довго пов'язувала його ім'я зі створенням утаємниченої книги на пергаменті, відомої зараз як рукопис Войнича. Але радіовуглецевий метод датування довів, що рукопис створено між 1404—1438 роками. Навіть якщо той створено в 1420 р., то її автором Едвард Келлі не може бути, бо жив на 150 років пізніше. За однією з версій рукопис створили в Ломбардії і її автором міг бути Леонардо да Вінчі, що отримав якісь таємні знання від Томмазо Мазіні, знавця східних мов і декількох ремесел. Але рукопис створено раніше за перебування Леонардо в Мілані. Таємниця рукопису не розкрита досі.

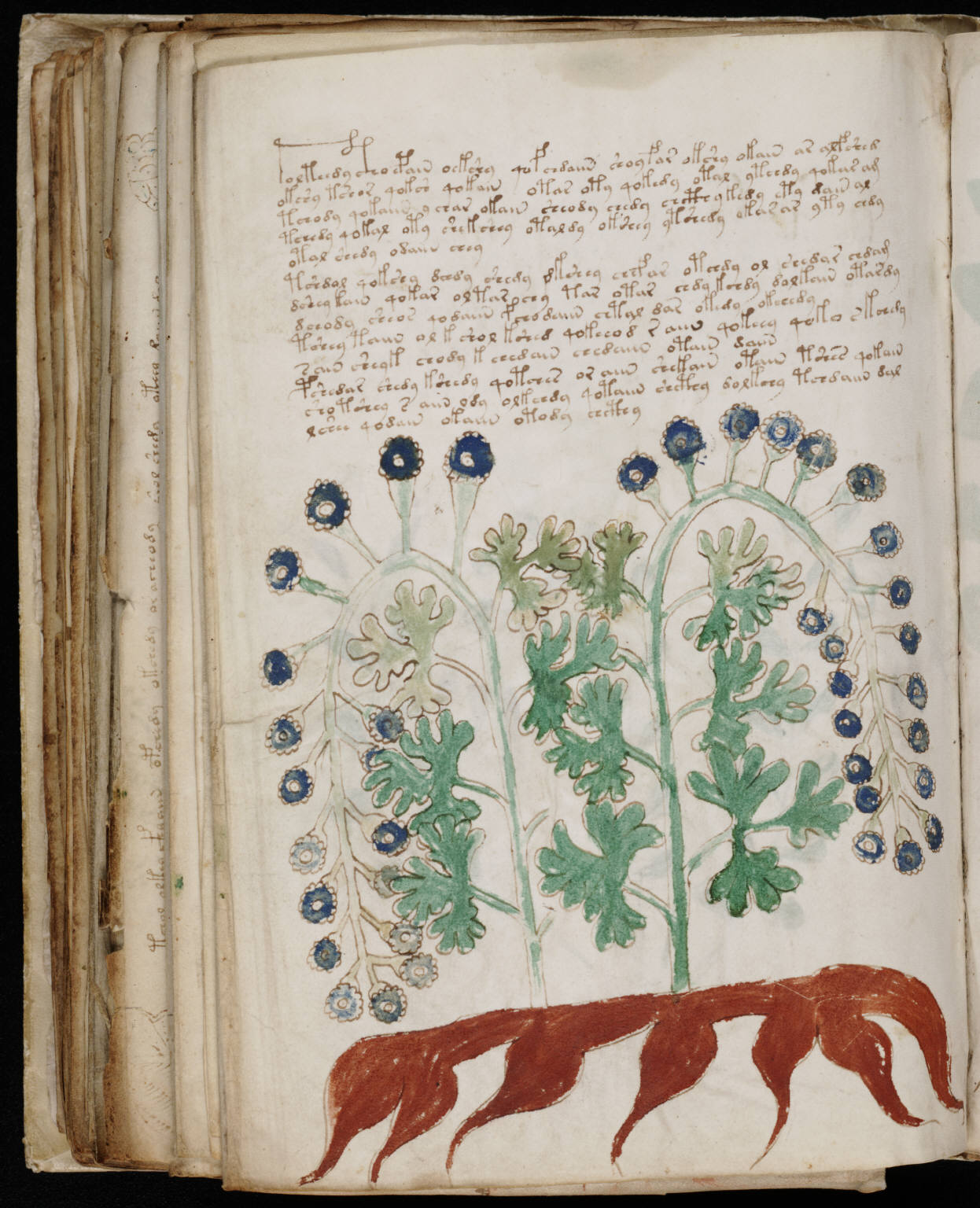
Сторінка рукопису з малюнком рослини
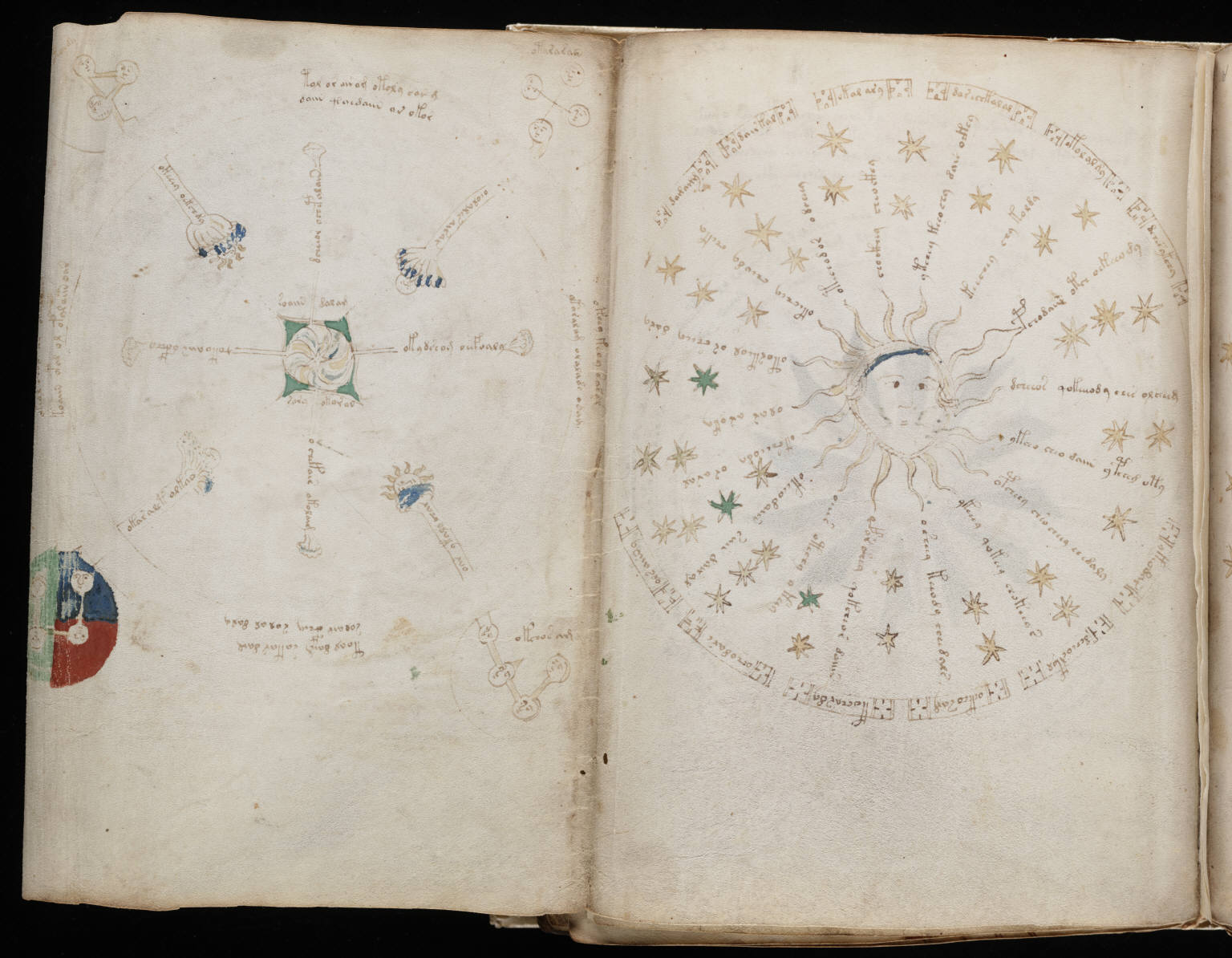
Астрономічні малюнки рукопису Войнича
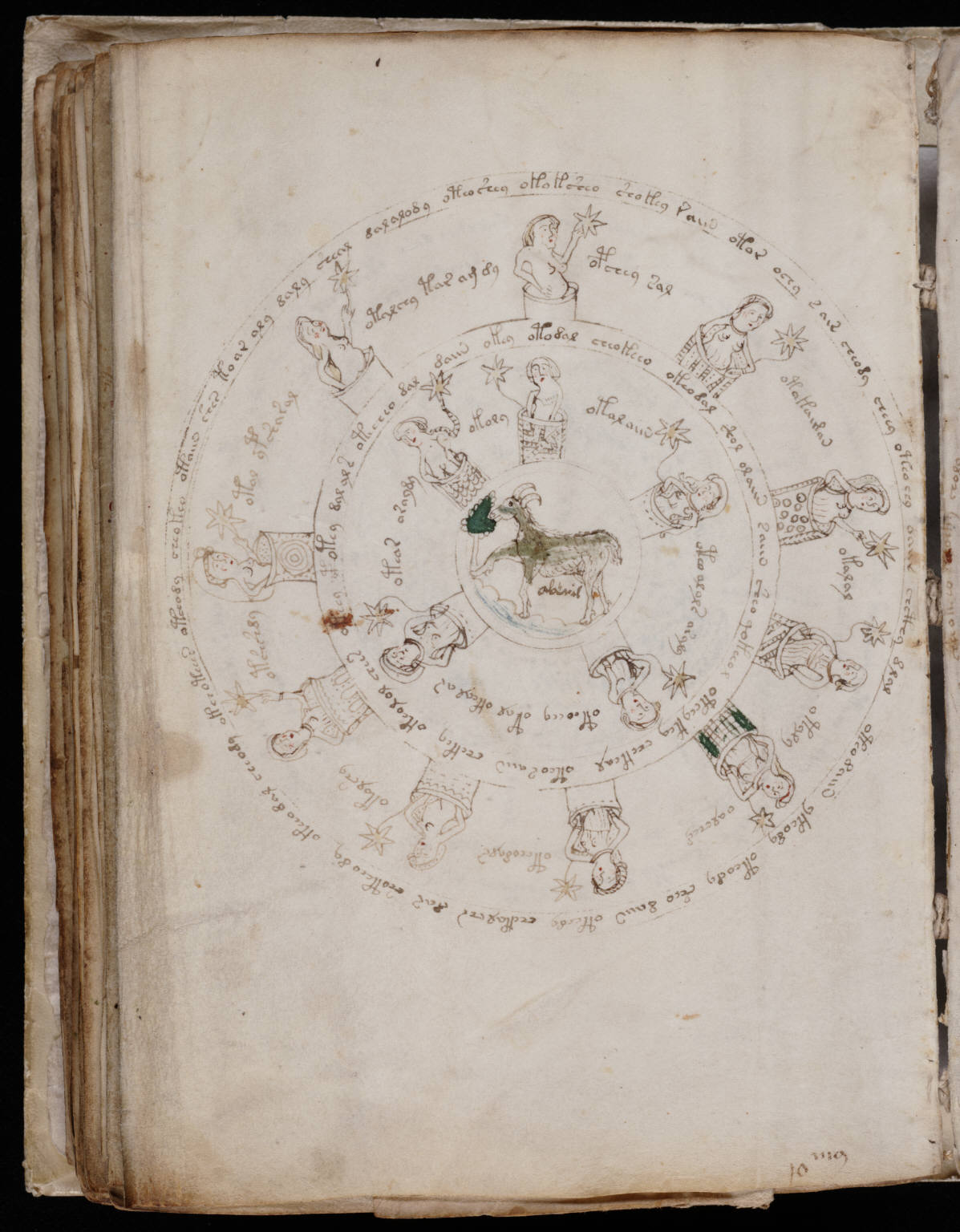
Сторінка рукопису з знаком зодіаку Овен